# Farma wiatrowa Te Apiti
Farma wiatrowaTe Apiti – elektrownia wiatrowa, której właścicielem i operatorem jest Meridian Energy. Znajduje się na północ od wąwozu Manawatu na Wyspie Północnej w Nowej Zelandii.

## Historia
Budowę farmy rozpoczęto w listopadzie 2003 roku od wybudowania 21 kilometrów dróg i wykonania fundamentów pod turbiny. Drogi miały do 10 metrów szerokości, aby mógł po nich przejechać 400-tonowy dźwig, który został użyty do zainstalowania turbin. Po zbudowaniu turbin zmniejszono szerokość dróg do 5 metrów. Te Apiti zaczęła wytwarzać energię elektryczną w sierpniu 2004 roku, chociaż instalowanie wszystkich turbin zakończono dopiero w październiku 2004 roku. Oficjalne otwarcie farmy miało miejsce 9 grudnia 2004 roku z udziałem premier Helen Clark.
Na farmie zamontowano 55 turbin o mocy 1,65 MW każda, co daje łączną moc 90,75 MW. Każda turbina znajduje się na szczycie 70 metrowej wieży. Ma 3 łopaty, o długości 35 metrów. Te Apiti była pierwszą farmą wiatrową w Nowej Zelandii, która została bezpośrednio połączona z krajową siecią Transpower. Wcześniej budowane farmy, w tym Hau Nui i Tararua zostały podłączone do krajowej sieci za pośrednictwem lokalnych linii dystrybucyjnych i przesyłowych. Obecnie (2021) moc 17 działających w Nowej Zelandii elektrowni wiatrowych osiągnęła 690 MW. Dostarczają one rocznie 6% potrzebnej energii.

## Lokalizacja
Farma został ulokowana na północ od wąwozu Manawatu,10 kilometrów od Palmerston North. Zajmuje powierzchnię 1150 ha należących nie tylko do Meridian Energy. Wąwóz Manawatu działa jak lejek, tworząc korzystne warunki dla farm wiatrowych. W południowej części wąwozu została zbudowana kolejna farma wiatrowa Tararua firmy TrustPower.